# Гитега
Гите́га (рунди Gitega; ранее также Китега) — столица Бурунди (c 16 января 2019 года), административный центр одноимённой провинции. В городе есть архиепархия и аэропорт.

## История
Город был основан немцами в 1912 году и сменил Усумбуру в качестве столицы Королевства Бурунди и резиденции мвами (короля). В эпоху бельгийского управления Китега являлась административным центром резидентства Урунди.

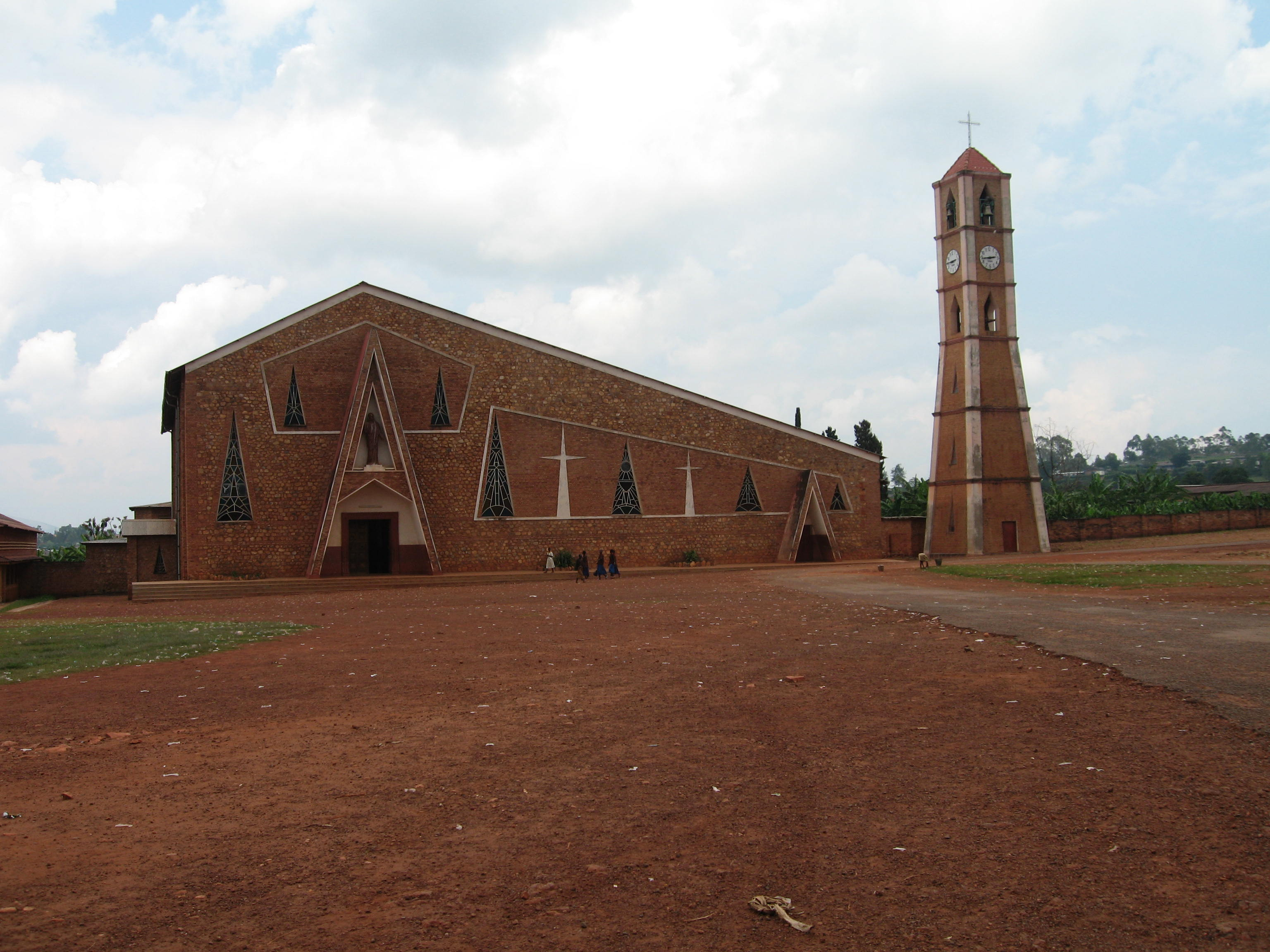
Кафедральный собор Гитеги

10 ноября 1959 года буллой римского папы Иоанна XXIII была создана архиепархия Гитеги (лат. Archidioecesis Kitegaensis).
С 1 июля 1962 года столицей независимого Бурунди на почти 57 лет стала Бужумбура, при этом Гитега оставалась резиденцией мвами вплоть до ликвидации монархии в 1966 году.
5 сентября 1990 года город посетил папа Иоанн Павел II в рамках своего тура по африканским странам.
В 2007 году президент Бурунди Пьер Нкурунзиза объявил о том, что Гитега в будущем станет столицей страны. 24 декабря 2018 года Пьер Нкурунзиза заявил, что после одобрения парламентом столица будет перенесена из Бужумбуры в Гитегу. Парламент 16 января 2019 года одобрил это решение путём голосования в обеих палатах, при этом за Бужумбурой был закреплён статус экономической столицы.

## Географическое положение
Высота центра города составляет 1845 метров над уровнем моря.

## Население
Население города по годам на основе данных переписей:
| 1990   | 2008   |
| ------ | ------ |
| 20 708 | 41 944 |

## Культура

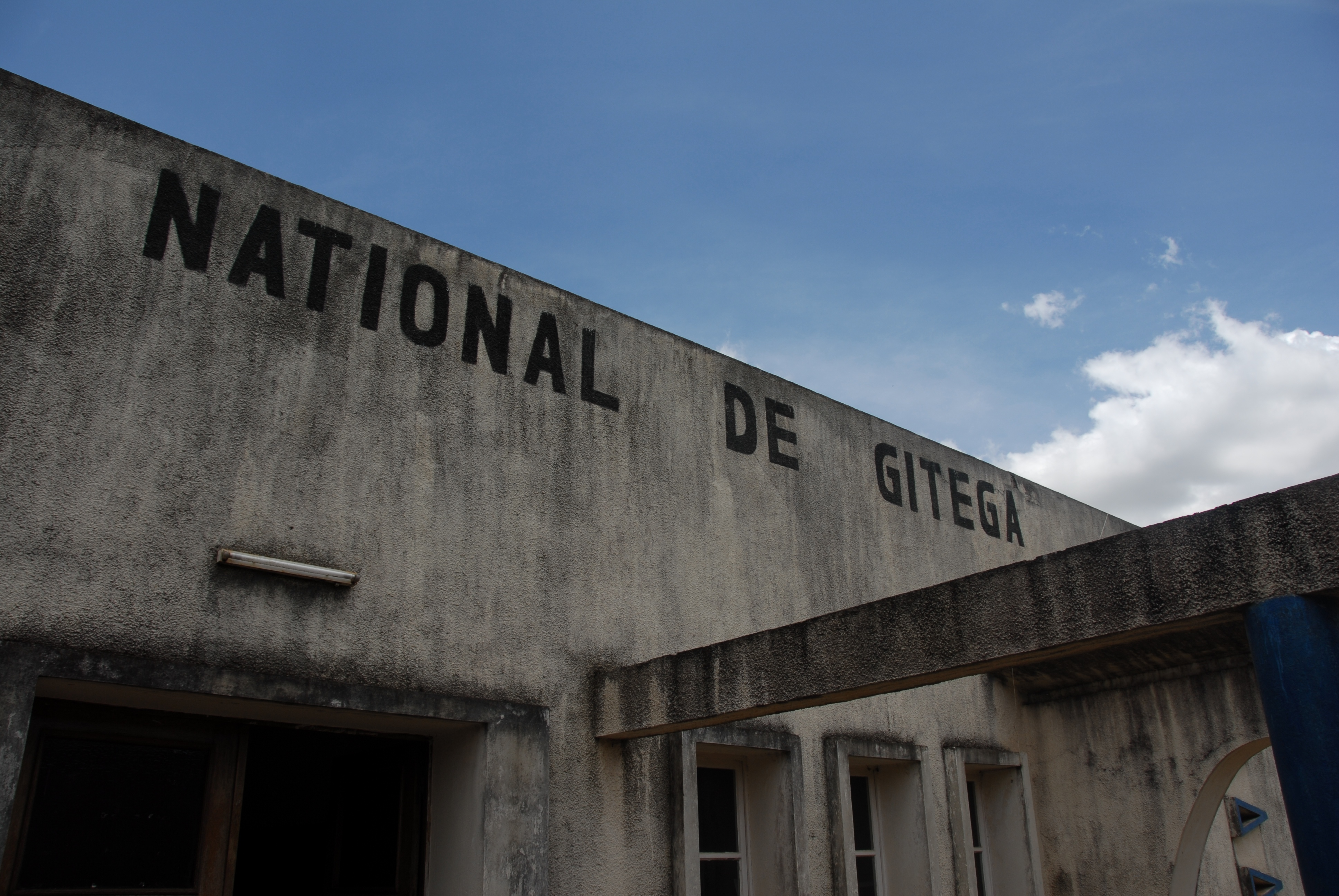
Национальный музей

В Гитеге находится одна из самых ярких достопримечательностей Бурунди — королевский дворец. Здание выдержано в современном стиле, но с чертами местной архитектуры.
Рядом с дворцом располагается Национальный музей Бурунди, в котором собрана богатая этнографическая коллекция.
Кроме того, Гитега известна в Восточной Африке базаром гончарных изделий.

## Образование
В городе действуют Высшая сельскохозяйственная школа (1983), художественная школа керамики, Политехнический университет Гитеги (2014).

## Персоналии
- Луи Рвагасоре — наследный принц, борец за независимость страны, занимавший пост премьер-министра, уроженец Гитеги.
- Нтаре V — последний король (мвами) Бурунди, уроженец Гитеги.

## Фотогалерея

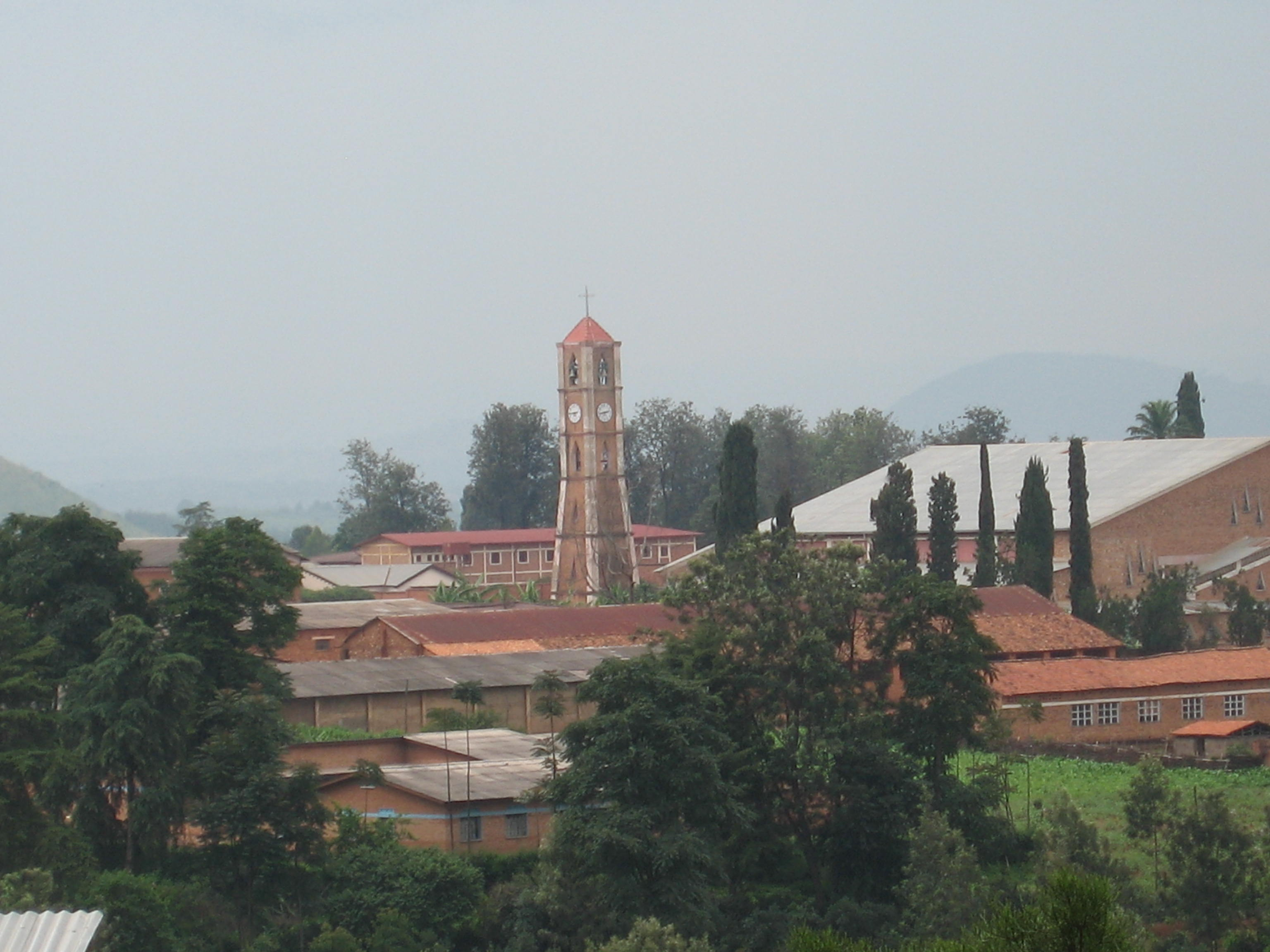
Вид на кафедральный собор
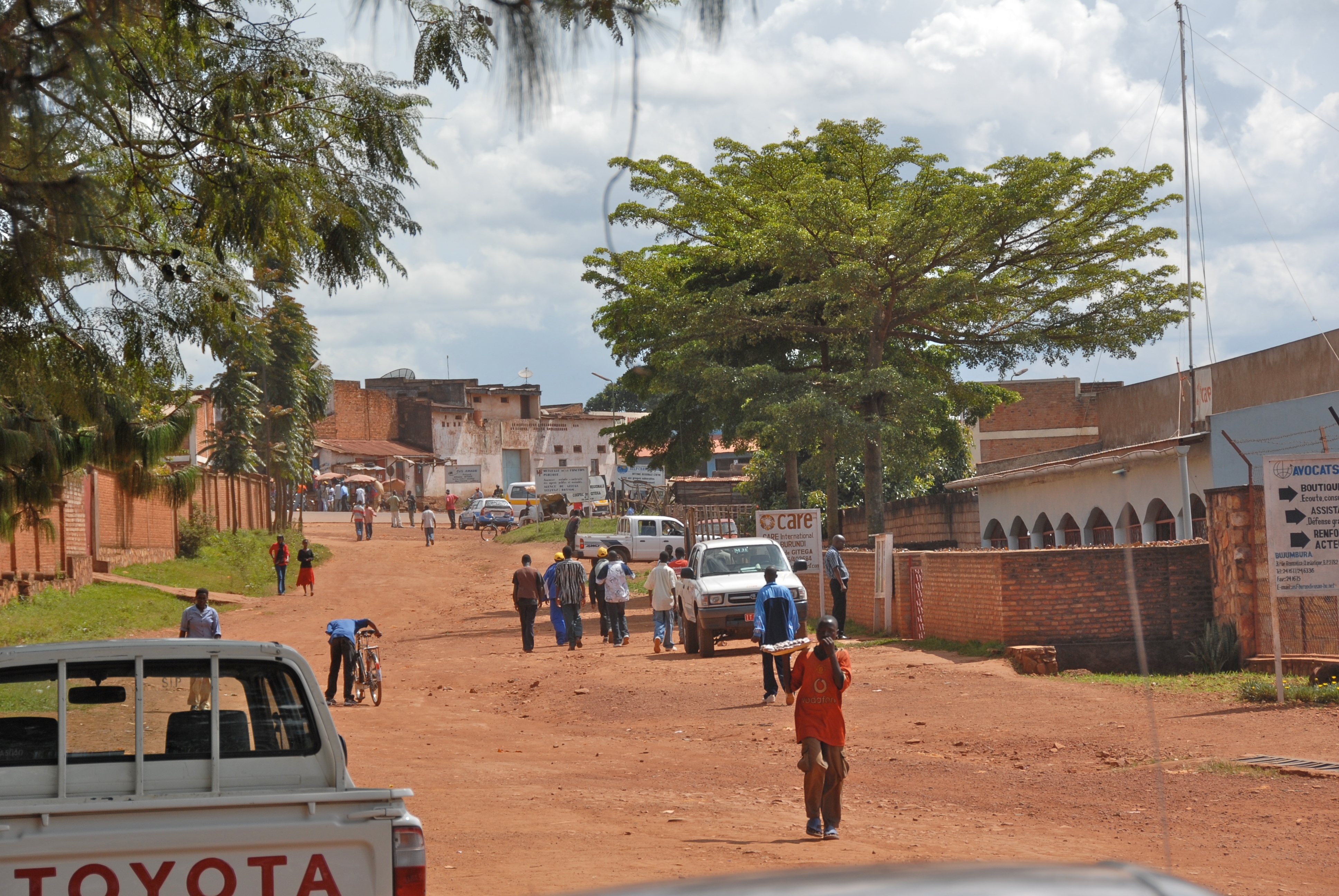
Улица Гитеги
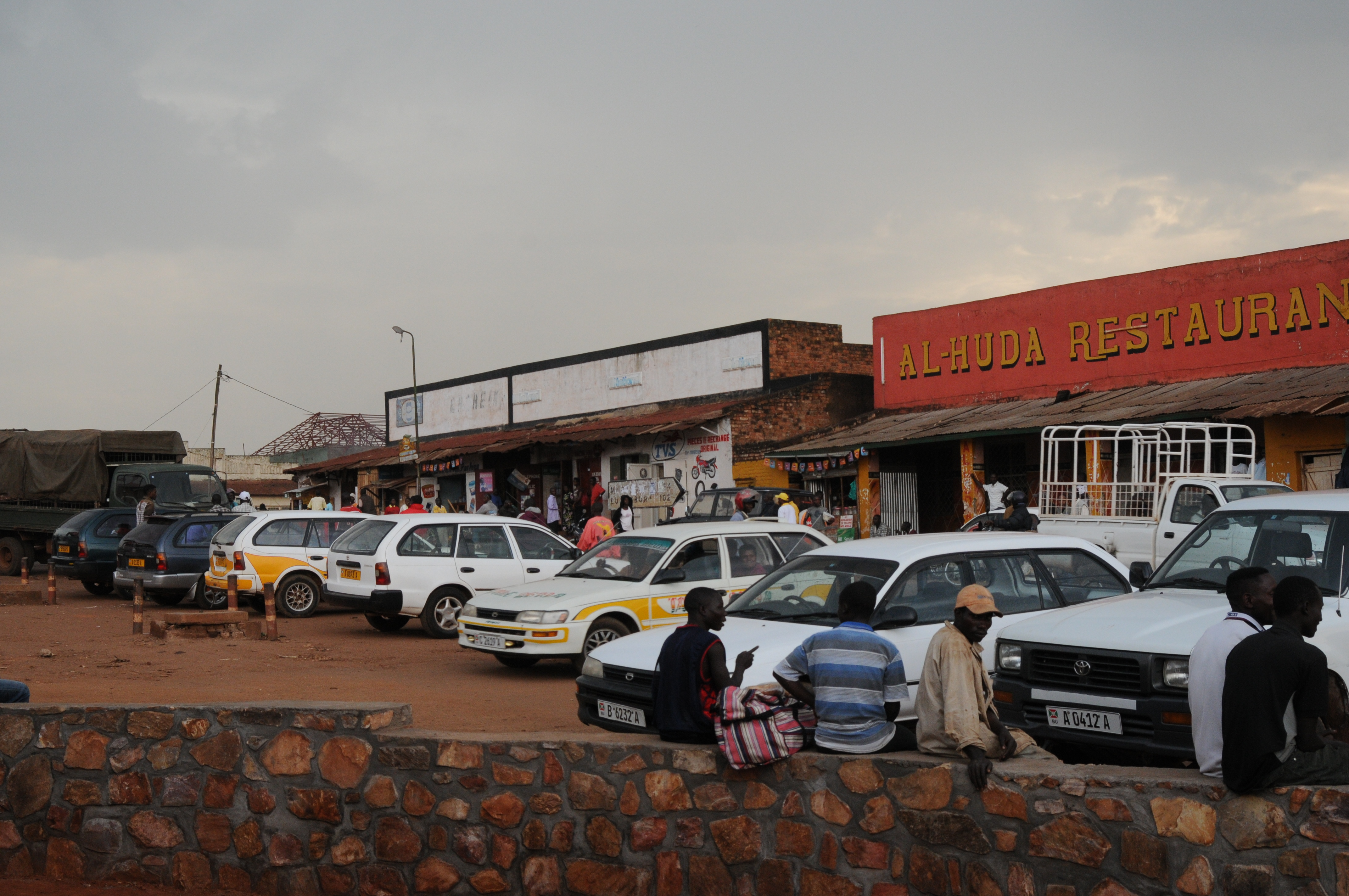
Транспорт на автостанции
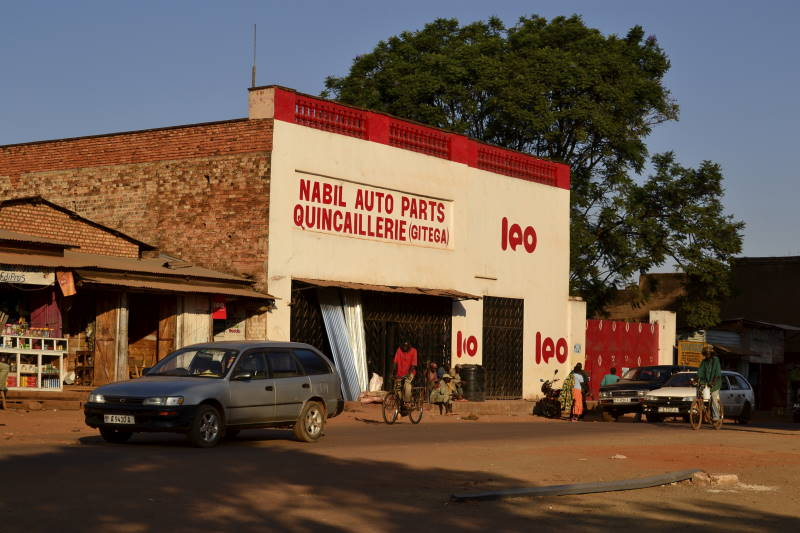
Заведение в городе
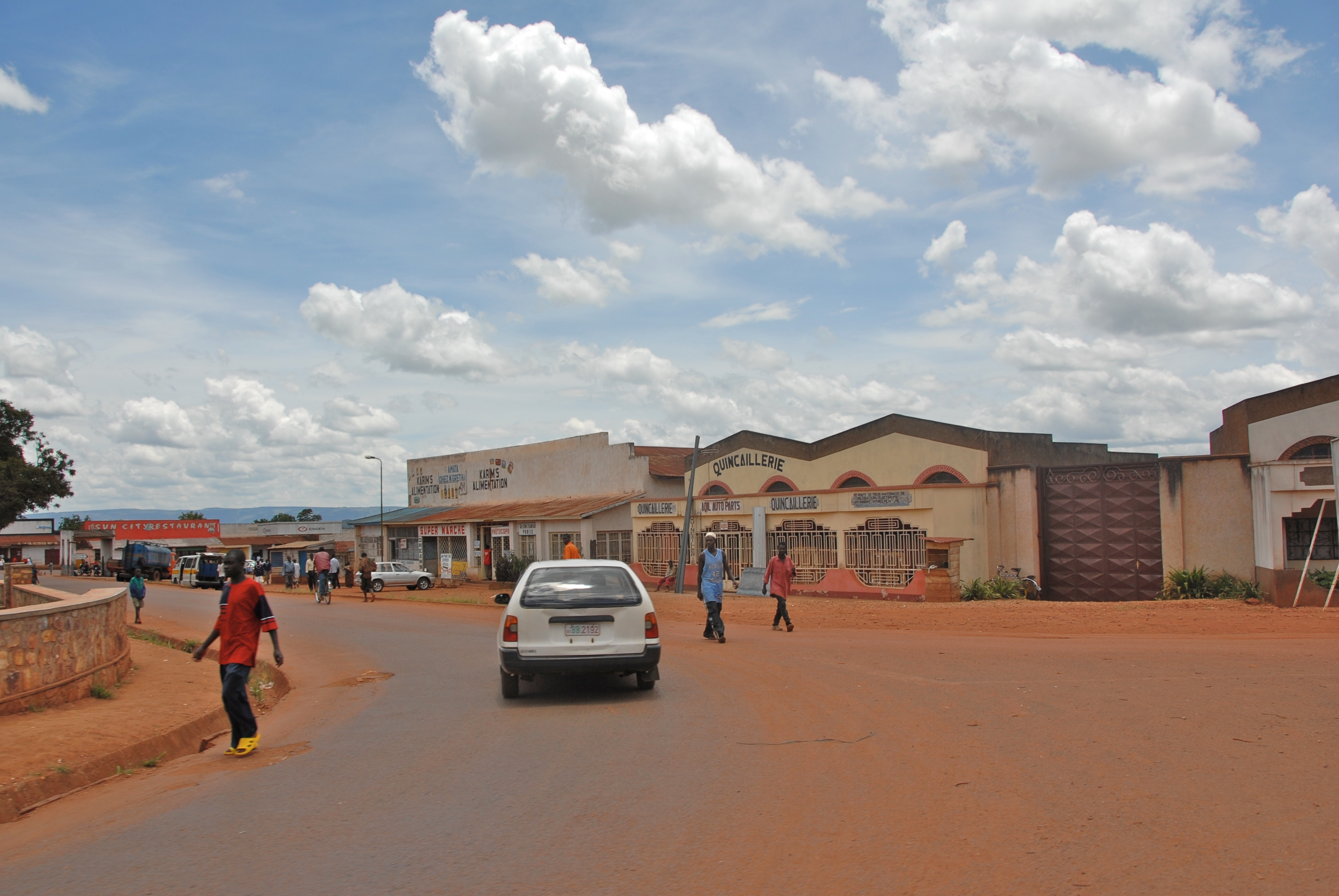
Улица города
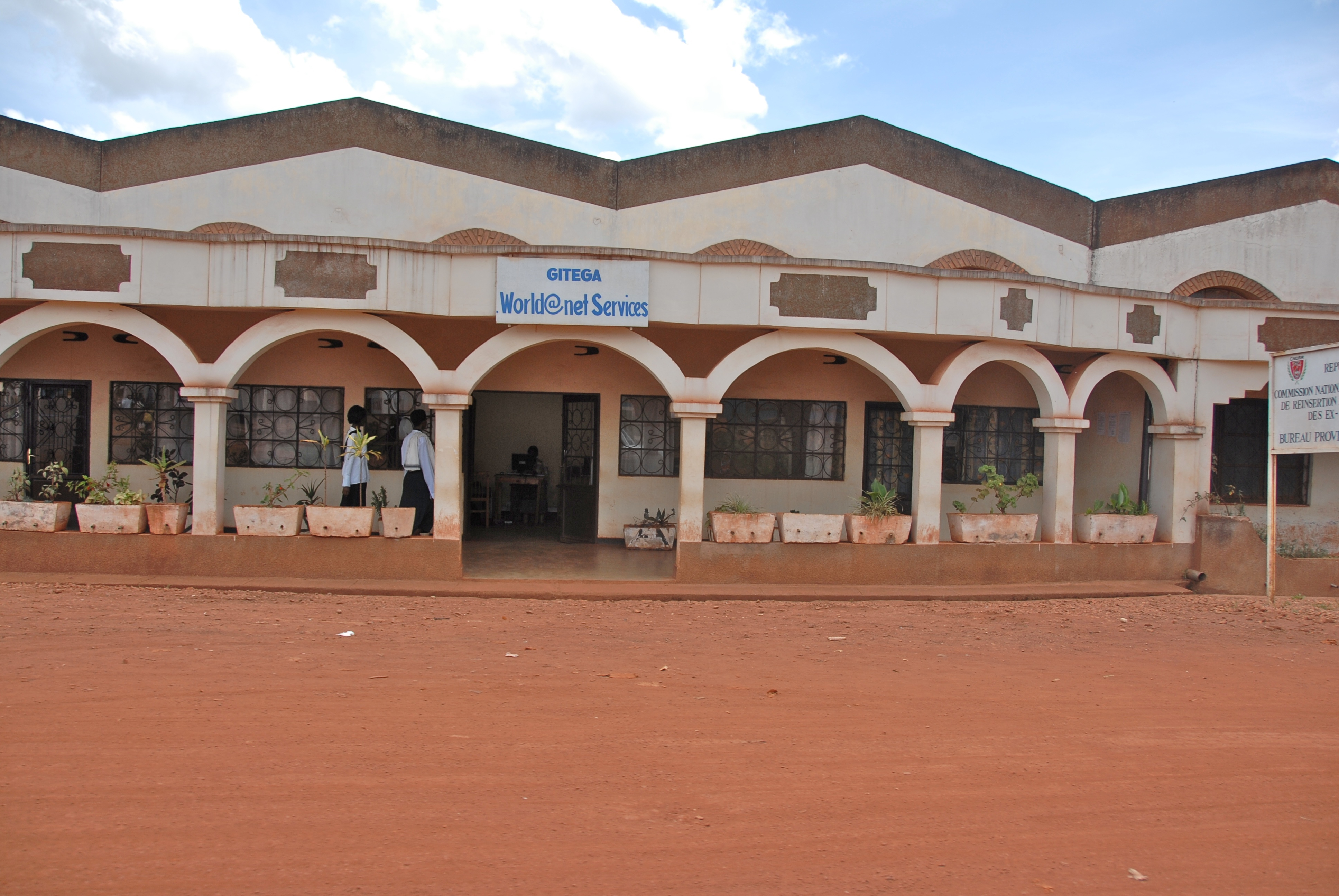
Здание в Гитеге
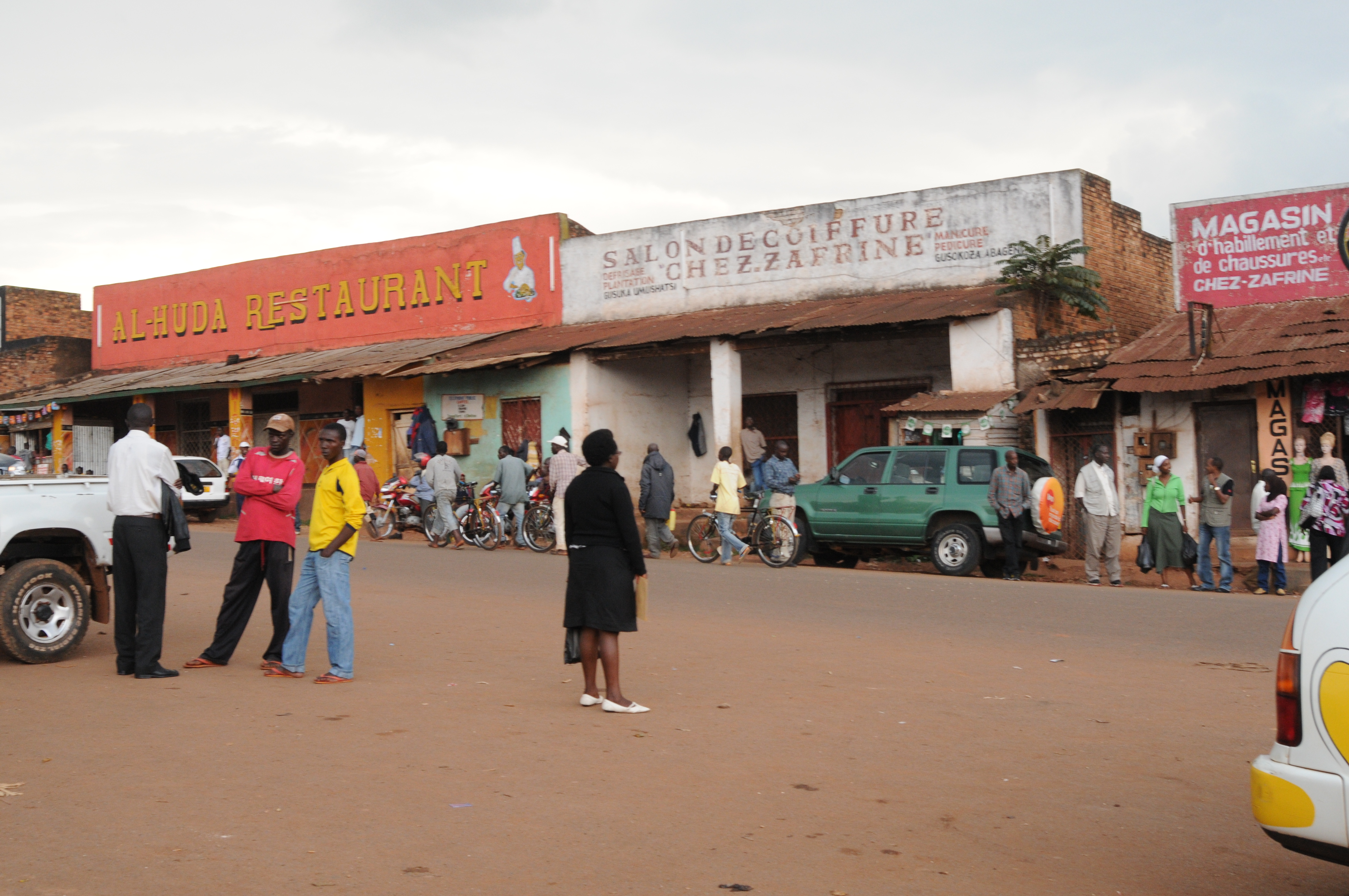
Заведения в районе автостанции
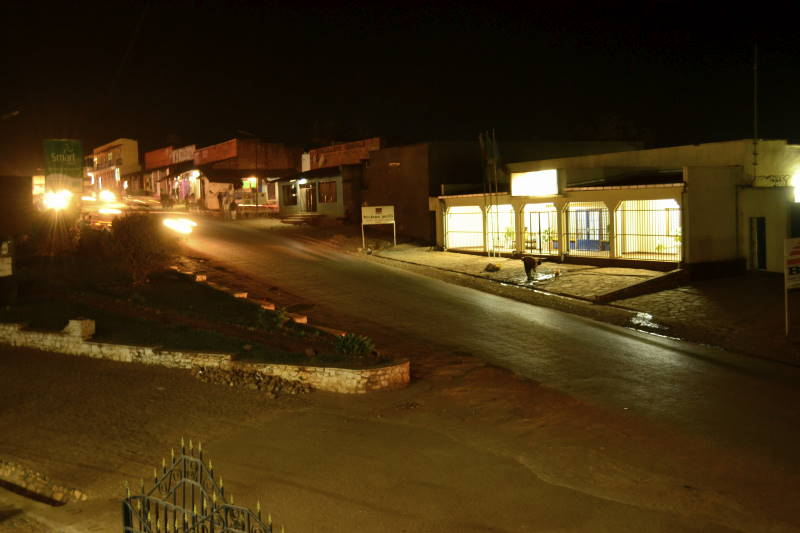
Улица города ночью
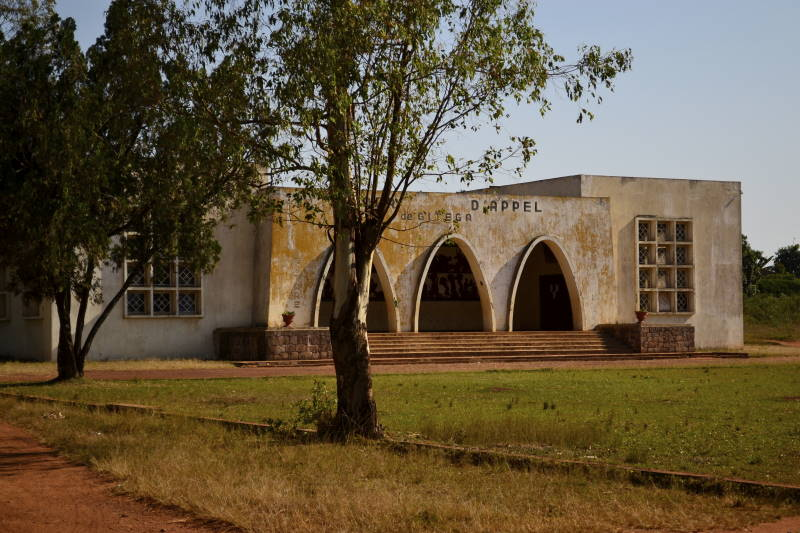
Строение в Гитеге